# Liste der Biografien/Mulr
Liste der Biografien |
Portal Biografien |
Personensuche
# |
A |
B |
C |
D |
E |
F |
G |
H |
I |
J |
K |
L |
M |
N |
O |
P |
Q |
R |
S |
T |
U |
V |
W |
X |
Y |
Z |
?
 
Ma |
Mb |
Mc |
Md |
Me |
Mf |
Mg |
Mh |
Mi |
Mj |
Mk |
Ml |
Mm |
Mn |
Mo |
Mp |
Mq |
Mr |
Ms |
Mt |
Mu |
Mv |
Mw |
Mx |
My |
Mz
 
Mua |
Mub |
Muc |
Mud |
Mue |
Muf |
Mug |
Muh |
Mui |
Muj |
Muk |
Mul |
Mum |
Mun |
Muo |
Mup |
Muq |
Mur |
Mus |
Mut |
Muu |
Muv |
Muw |
Mux |
Muy |
Muz
 
Mula |
Mulb |
Mulc |
Muld |
Mule |
Mulf |
Mulg |
Mulh |
Muli |
Mulj |
Mulk |
Mull |
Mulm |
Muln |
Mulo |
Mulr |
Muls |
Mult |
Mulu |
Mulv |
Mulw |
Muly |
Mulz
Die Liste der Biografien führt alle Personen auf, die in der deutschsprachigen Wikipedia einen Artikel haben. Dieses ist eine Teilliste mit 8 Einträgen von Personen, deren Namen mit den Buchstaben „Mulr“ beginnt.

## Mulr

### Mulra
- Mulrain, Sabrina (* 1978), deutsche Leichtathletin
- Mulraney, Jake (* 1996), irischer Fußballspieler

### Mulre
- Mulready, William (1786–1863), irischer Maler und Illustrator

### Mulro
- Mulroney, Ben (* 1976), kanadischer Fernsehmoderator
- Mulroney, Brian (1939–2024), kanadischer Politiker, Rechtsanwalt
- Mulroney, Dermot (* 1963), US-amerikanischer Schauspieler und RegisseurDermot Mulroney (* 1963)

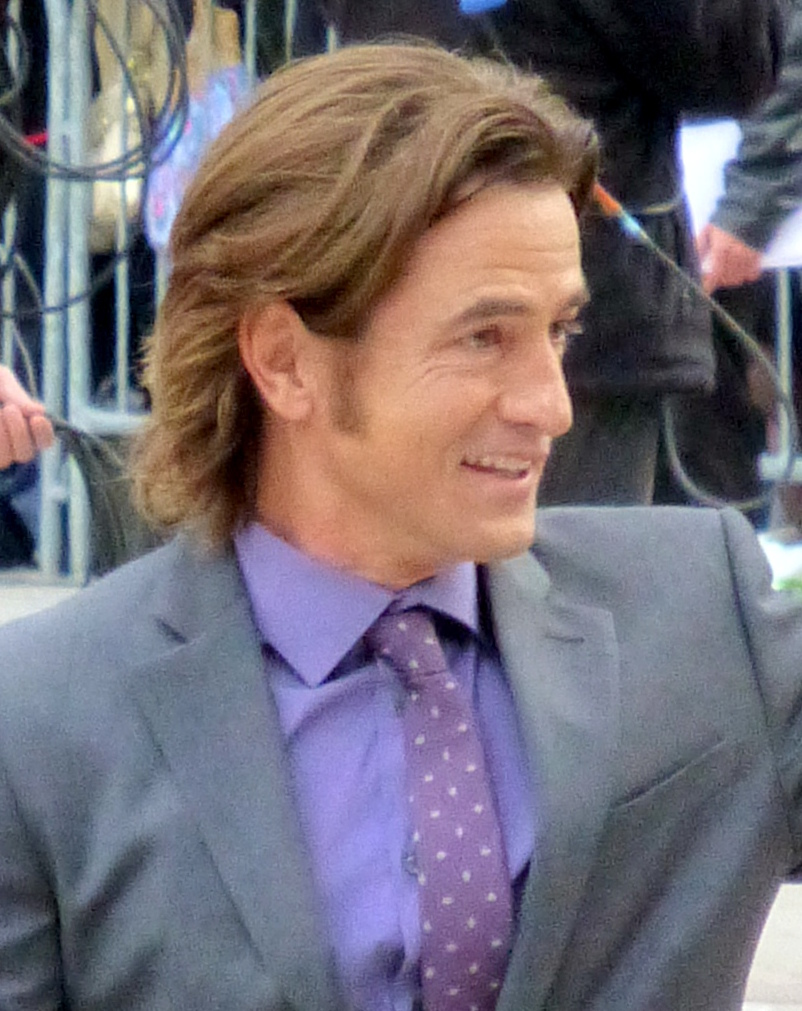
Dermot Mulroney (* 1963)

- Mulrooney, Belinda (1872–1967), US-amerikanische Unternehmerin
- Mulrooney, Charles Richard (1906–1989), US-amerikanischer römisch-katholischer Geistlicher, Weihbischof in Brooklyn